# 頂點算子代數
數學中的頂點算子代數（英語：Vertex operator algebra，縮寫：VOA）為一代數結構，於二維共形場論及弦論扮演了非常重要的角色，此外並應用在物理上，而頂點算子代數在基礎數學方面更已經被證實其用處，如在怪獸月光理論及幾何朗蘭茲綱領。
因著Igor Frenkel曾提出想構造一無限維李代數，1986年由理查德·博赫兹(Richard Borcherds)提出一個相關的名詞 頂點代數，在這樣的路徑發展後，人們允以附絡向量之頂點算子作用之Fock 空間，而Borcherds 透過將絡頂點算子間的關聯及名詞公理化後，造出允許Frenkel所提方法構造新李代數的代數結構。
頂點算子代數的名詞引入則是於1988年由Igor Frenkel、James Lepowsky與 Arne Meurman修正頂點代數後而被正式提出，作為它們計畫中構造月光模的部分方法。他們發現很多的頂點代數很自然地就給出了有用的加法結構(Virasoro 代數之作用)，並且滿足關於能量算子之有界下方性質，基於如此的觀察，他們添加了Virasoro 作用與有界下方性質於所提公理中。
名詞提出後我們亦於物理上觀察並檢核這些名詞的概念，並有起初公理提出時並未明的幾種解釋。物理上，頂點算子是在允許算子積展開附加之二維共形場中，由其上的點上附加全純場而提出 (i.e., 頂點) ，而其所附加的全純場相互碰撞時，並恰好滿足頂點算子代數公理下所指之關聯性。實際上，頂點算子代數公設就是物理學家稱為chiral代數或 "chiral對稱代數"的正式代數解釋，而該對稱代數描述了由共形場論給出包含保守不變量的Ward恆等式。其餘頂點代數公理之公式包含博赫茲後續於奇異交換環的工作、由Huang, Kriz等提出於某曲線上算子上之代數、以及由亞歷山大·貝林森(Alexander Beilinson)和弗拉基米爾·德林費爾德(Vladimir Drinfeld)提出稱為chiral代數 D-模-理論之物等。然這些擬chiral代數並不完全與物理學家所用之物等同。
頂點算子代數基礎之重要例子包含絡頂點算子代數(用以模式化絡保守場論)、由仿射 卡茨-穆迪代數 (自WZW模型)之表示給定之頂點算子代數、Virasoro 頂點算子代數 (i.e.,對應 維拉宿代數表示之頂點算子代數) 與 月光模 V♮等；至於較複雜的例子就如由幾何表示理論及數學物理引出在複流形上的仿射 W-代數與chiral de Rham複叢等。

## 定義
一頂點代數由以下資料組成： 
- 向量空間V,
- 「單位元」1{\displaystyle \in }V ,
- 自態射 T,
- 乘法性映射: {\displaystyle Y:V\otimes V\to V((z))} 或書作 {\displaystyle (a,b)\mapsto Y(a,z)b=\sum _{n\in \mathbb {Z} }a_{n}bz^{-n-1}} ；

並滿足以下條件：:
1. (單位)V中每一元 a,均符合

{\displaystyle Y(1,z)a=a=az^{0}} and {\displaystyle Y(a,z)1\in a+zV[[z]]}
1. (位移) T(1) = 0, 且V中每元a, b, 均符合

{\displaystyle Y(a,z)Tb-TY(a,z)b={\frac {d}{dz}}Y(a,z)b}
1. (四頂點函數)V中每元a, b, c , 均符合

{\displaystyle X(a,b,c;z,w)\in V[[z,w]][z^{-1},w^{-1},(z-w)^{-1}]}
其中 Y(a,z)Y(b,w)c, Y(b,w)Y(a,z)c, 與 Y(Y(a,z-w)b,w)c 分别為  X(a,b,c;z,w)  在V((z))((w)) , V((w))((z)), 與 V((w))((z-w))中之級數展開式.
此乘法映射常被寫作「狀態—場 對應」（state-field correspondence）：
{\displaystyle Y:V\to (EndV)[[z^{\pm 1}]]},
給V中每一向量配上一支以算子為值之形式分佈（formal distribution），稱作「頂點算子」；其物理意義為在原點插入一算子。T則是無窮小位移之一生成元。 「四頂點函數」公理統一了（誤差不過奇異值之）結合律與交換律。 位移公理涵蘊
Ta = a-21, 故Y 的值決定了T 的值。

### 分階頂點代數
一Z+-分階頂點代數為
- 一頂點代數V:
- V的分階:
  - {\displaystyle V=\bigoplus _{n=0}^{\infty }V_{n}\,}

使每a ∈ Vk 與 b ∈ Vm, 符合an b ∈ Vk+m-n-1.
設有一Z+-分階頂點代數. 其一 Virasoro 元 為 V中2 一元 ω , 使頂點算子
{\displaystyle Y(\omega ,z)=\sum _{n\in \mathbb {Z} }\omega _{(n)}{z^{-n-1}}=\sum _{n\in \mathbb {Z} }L_{n}z^{-n-2}}
符合以下條件: Vn 中每一元 a符合: 
1. {\displaystyle L_{0}a=na}
2. {\displaystyle Y(L_{-1}a,z)={\frac {d}{dz}}Y(a,z)=[Y(a,z),T]}
3. {\displaystyle [L_{m},L_{n}]a=(m-n)L_{m+n}a+\delta _{m+n,0}{\frac {m^{3}-m}{12}}ca}

其中 c 為一常值，稱「中心荷」（central charge）， 或「V之秩」。 此亦使V成為 維拉宿代數的一表示。

## 註
1. ↑  .   [2006-12-09]. （原始内容存档于2008-08-30）.